# Aire urbaine de Mende
L'aire urbaine de Mende est une aire urbaine française centrée sur l'unité urbaine de Mende.

## Données générales
En 2020, l'Insee définit un nouveau zonage d'étude : les aires d'attraction des villes. L'aire d'attraction de Mende remplace désormais son aire urbaine, avec un périmètre différent.
L'aire urbaine de Mende est composée de 15 communes, situées dans la Lozère.
L'unité urbaine de Mende est composée de la seule ville de Mende  et représente le pôle urbain de l'aire urbaine de Mende.

## Composition
L'aire urbaine de Mende est composée des 15 communes suivantes :
| Nom                        | Code Insee | Statut | Superficie (km2) | Population (dernière pop. légale) | Densité (hab./km2) |
| -------------------------- | ---------- | ------ | ---------------- | --------------------------------- | ------------------ |
| Allenc                     | 48003      |        | 38,58            | 264 (2022)                        | 6,8                |
| Badaroux                   | 48013      |        | 20,72            | 960 (2022)                        | 46                 |
| Balsièges                  | 48016      |        | 32,88            | 587 (2022)                        | 18                 |
| Barjac                     | 48018      |        | 29,92            | 791 (2022)                        | 26                 |
| Le Born                    | 48029      |        | 30,21            | 156 (2022)                        | 5,2                |
| Brenoux                    | 48030      |        | 11,25            | 388 (2022)                        | 34                 |
| Chastel-Nouvel             | 48042      |        | 31,5             | 932 (2022)                        | 30                 |
| Cultures                   | 48055      |        | 3,96             | 197 (2022)                        | 50                 |
| Esclanèdes                 | 48056      |        | 12,51            | 428 (2022)                        | 34                 |
| Lanuéjols                  | 48081      |        | 32,67            | 370 (2022)                        | 11                 |
| Mende                      | 48095      |        | 36,56            | 12 322 (2022)                     | 337                |
| Pelouse                    | 48111      |        | 32,98            | 229 (2022)                        | 6,9                |
| Saint-Bauzile              | 48137      |        | 29,33            | 590 (2022)                        | 20                 |
| Saint-Étienne-du-Valdonnez | 48147      |        | 56,09            | 641 (2022)                        | 11                 |
| Sainte-Hélène              | 48157      |        | 6,73             | 97 (2022)                         | 14                 |

## Évolution démographique
L'évolution démographique ci-dessous concerne l'aire urbaine selon le périmètre défini en 2010.
| 1968   | 1975   | 1982   | 1990   | 1999   | 2007   | 2012   | 2017   |
| ------ | ------ | ------ | ------ | ------ | ------ | ------ | ------ |
| 13 306 | 14 117 | 15 014 | 15 865 | 16 767 | 17 845 | 17 967 | 18 538 |